# Action de classe A
Dans le domaine de la finance, une action de classe A désigne une catégorie d'actions ordinaires ou privilégiées qui s'accompagne d'avantages accrus, tels que des droits de vote plus importants ou une priorité de dividende plus élevée que les actions de classe B ou C
.
Par exemple, une société peut attribuer des actions de catégorie A à sa direction en leur donnant 7 voix pour chaque action alors que les actions de catégorie B n'obtiennent qu'une seule voix par action. Les entreprises catégorisent les actions pour de nombreuses raisons. Dans certains cas, il s'agit de donner aux premiers associés de l'entreprise un plus grand contrôle sur celle-ci et de leur fournir une meilleure défense contre des événements tels que les tentatives de prise de contrôle hostiles.